# Instituto de Defesa do Direito de Defesa
O Instituto de Defesa do Direito de Defesa (IDDD) é uma organização não governamental brasileira fundada em 2000, idealizada por Márcio Thomaz Bastos, com um grupo de advogados criminalistas. Em 2015, o IDDD contava com mais de 300 advogados associados ao Instituto. 
O IDDD atua na área jurídica, política, estratégica-meio, e procura trabalhar na sensibilização da sociedade. Conta com o apoio de financiadores de fundações internacionais e nacionais e doações de diversos escritórios de advocacia. O Instituto é membro da Rede Justiça Criminal, coletivo de organizações composto por sete entidades dedicadas aos direitos humanos. 

## Galeria de presidentes
- Márcio Thomaz Bastos
- Arnaldo Malheiros Filho
- Flavia Rahal Bresser Pereira

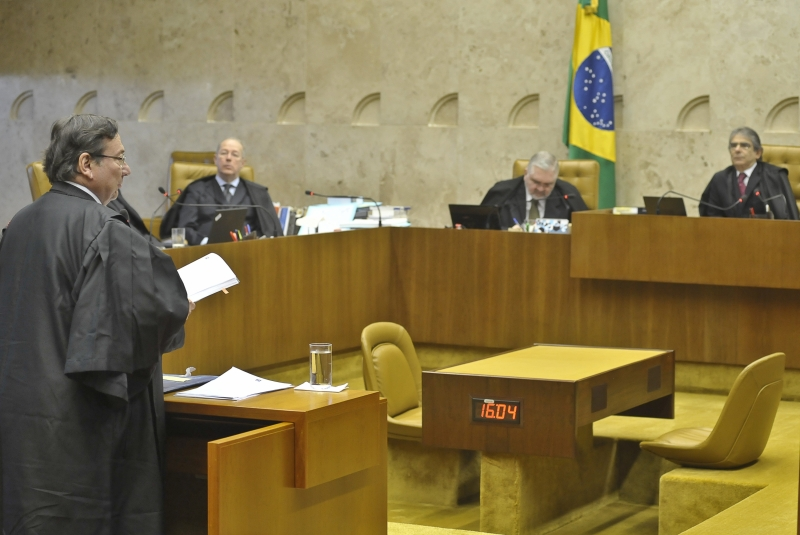
Arnaldo Malheiros Filho, um dos fundadores do IDDD.

- Augusto de Arruda Botelho - (2012-2015)
- Fábio Tofic Simantob - (2016-2019)
- Hugo Leonardo (2019-2022)
- Guilherme Ziliani Carnelós (2022-atual)

## Ações

### Projetos educativas
O IDDD promove projetos educativas em presídios e escolas estaduais para transmitir conhecimento sobre direito, justiça criminal e cidadania.

### Mutirão carcerários
O IDDD já realizou diversos mutirões. Inicialmente os mutirões eram feitos em carceragens de delegacias de policias e recentemente tem sido desenvolvidos em unidades prisionais de São Paulo. Nesses mutirões, o IDDD conta com o trabalho voluntário de seus advogados associados que prestam assistência às pessoas presas.  

### Expansão das audiências de custódia para todos os estados brasileiros
O IDDD firmou com o Conselho Nacional da Justiça (CNJ) uma parceria para expandir as audiências de custódia nos estados brasileiros.  O sistema que determina que presos em flagrante sejam levados a um juiz em 24 horas já esta em funcionamento no estado de São Paulo desde fevereiro de 2015. 

### Rede de Justiça Criminal
A Rede foi criada em 2000 principalmente por causa do abuso de cadeia provisória no Brasil. A partir de 2015 a Rede passa a ser coordenada pelo IDDD e entre seus oito projetos para serem foco no ano de 2015 está a alternativa penal e a  Audiência de custódia.